# Luis Balparda Blengio
Luis Arturo Balparda Blengio (Montevideo, 25 de noviembre de 1924 - Montevideo, 21 de febrero de 1989) ingeniero industrial, político y empresario uruguayo.

## Nacimiento, familia y hogar
Nació en Montevideo el 25 de noviembre de 1924. Hijo único de Arturo Balparda de la Quintana y Mercedes Blengio Prando. 
El apellido Balparda ha estado ligado a 3 generaciones de barraqueros y exportadores de lana, con numerosos hijos profesionales en Uruguay. 
Su madre era hija de Juan Blengio Rocca, abogado y docente, quien tuvo una larga carrera profesional y fue ministro de Instrucción Pública en dos gobiernos colorados. 
Luis Balparda Blengio se casó con Malvina Arrospide Aldabalde, hija de Emeterio Arrospide Dartayete y de Serafina Aldabalde de Rodríguez Zerpa.                                                                           
Tuvo 7 hijos y fue miembro Supernumerario del Opus Dei.             
Falleció a los 64 años de edad, el 21 de febrero de 1989.

## Educación y estudios universitarios
Realizó la formación primaria y secundaria en Escuela y Liceo Elbio Fernández de Montevideo.
Fue el alumno del educador y director Jerónimo Solezi, con el que instauró a los 11 años la Tribuna del Hombre Futuro. 
Los años de preparatoria de Ingeniería, los estudió en el Instituto Vázquez Acevedo de Montevideo.
Fue docente universitario y empleado público en los años de estudios universitarios. 
Obtuvo el título de Ingeniero Industrial de la facultad de Ingeniería y Agrimensura a los 24 años, el 28 de octubre de 1949.
Realizó un curso de Postgrado en Electricidad e Iluminación en el Instituto MIT de Massachusetts - EUA, el 12 de agosto de 1952.

## Carrera política
Fue militante del Partido Nacional y Alberto Gallinal Heber lo propuso como candidato a la Presidencia de la República.

## Trabajos profesionales
Actuó profesionalmente como director de departamentos, como gerente de producción y como asesor en varias empresas del país.
Con los contadores Samuel Hendel y Mario Soto, estableció la firma TECNECON en las décadas de 1970 y 1980 en Montevideo. Formaron juntos un equipo de profesionales de asistencia técnica por consultorías, realizando proyectos a inversores que deseaban invertir en Uruguay. Con esta firma desarrollaron 23 proyectos de inversión en Uruguay, que en el marco de la Ley de Promoción Industrial, fueron declarados de Interés Nacional.
Ocupó distintos cargos de director, gerente de producción y asesor en Antisonit, Compañía Industrial de Tabacos, Curtiembre Branaa, DECUER, Faroppa y Cia, Fiat IAMSA, Frigorífico San Jacinto, General Electric, Industrias Madereras del Norte, Pernigotti, Polímeros del Uruguay y Subaru Uruguay.
Presidió el Secretariado Uruguayo de la Lana y luego de intervenir en el primer Congreso del Secretariado Internacional de la Lana, fue designado Vicepresidente.
Ocupó el cargo de Director Delegado en la Liga de la Construcción del Uruguay y fue impulsor de la creación de la Boya Petrolera.-

## Actividad pública en la enseñanza
En el área de gobierno de la enseñanza, el Poder Ejecutivo lo designó el 25 de febrero de 1960, director general y Presidente del Consejo Directivo de la Universidad del Trabajo del Uruguay (UTU). El cargo lo desempeñó hasta 1965.
Viajó de continuo al interior para ver las necesidades de las distintas zonas del desarrollo. Gestionó créditos no reembolsables de organismos internacionales y presentó varios recursos ante el Gobierno nacional promoviendo mejoras para el presupuesto de la UTU.
Propició la creación de varias escuelas industriales, comerciales y agropecuarias en Uruguay.
En el consejo directivo de la UTU se aprobaron 14 programas de formación y actualización en el área docente. Aplicó un programa de estímulos con cuentas de ahorros para los egresados, como fruto del trabajo práctico brindado por estudiantes en los dos últimos años de sus tecnicaturas. 
En 1960, al ingresar Balparda Blengio al cargo de director general, existían en la institución 66 escuelas industriales. 
En los subsiguientes años de su dirección, se crearon y fundaron 29 escuelas para completar un total de 95 Institutos habilitados en los 19 departamentos del Uruguay. 
El número de estudiantes que ingresaban a las escuelas de la UTU, se acrecentaron en 2.000 alumnos más por año y se llegó a superar los 21.000 alumnos en los cursos de las 16 tecnicaturas. Se aumentaron significativamente la adquisición e incorporación de bienes, se agregaron 1.200 hectáreas destinadas a escuelas agrarias en el interior. Las horas de clases semanales aumentaron en 4.500 mensuales. Se establecieron 5 planes pilotos con nuevas tecnicaturas, se crearon cursos temporales y volantes, buscando la radicación rural de los jóvenes para enfrentar la despoblación rural que se insinuaba en el interior del Uruguay. Se creó el Instituto de Instructores para la Orientación Vocacional, el Archivo Histórico de la Universidad del Trabajo del Uruguay, se firmaron 13 convenios con otras escuelas técnicas del exterior y se becó por primera vez en la historia de la UTU, a 14 estudiantes en tres universidades del exterior.
Fue reelecto al final de su mandato pero renunció para volver a ejercer su profesión en la actividad privada.  

## Actividad pública en el Poder Ejecutivo
En el marco de la presidencia de Juan María Bordaberry, el Partido Colorado acordó con el sector herrerista del Partido Nacional la coparticipación en el gobierno, por la cual Balparda Blengio ingresó como Ministro de Industria y Comercio el 9 de junio de 1972, así como los blancos Carlos Abdala y Juan Manuel Urraburu se incorporaron como Ministros de Trabajo y Seguridad Social y Transporte, Comunicaciones y Turismo, respectivamente.
Presentó 11 proyectos de ley en 15 meses de gestión, las cuales fueron aprobadas a través del tiempo por el Poder Legislativo.
Renuncia al gabinete nacional el 17 de mayo de 1973 ante la inminencia del golpe de Estado, cuando el gobierno del Partido Colorado le presenta para firmar el decreto de disolución del Parlamento Nacional.

## Reconocimientos y muerte
Se le designó miembro del Centro Interamericano de Investigación y Documentación sobre Formación Profesional (CINTERFOR), a partir de la 7.ª Conferencia Internacional de los Estados de América en 1961.
Luego de su gestión en la Dirección de la Educación Técnica de la UTU, fue designado el 3 de septiembre de 1964, miembro del claustro de la Facultad de Ingeniería y Agrimensura de la Universidad de la República. 
Se le entregó representación nacional por Decreto del Poder Ejecutivo del 25 de enero de 1964, para participar del seminario sobre Formación Profesional y presentar dos proyectos para Hispanoamérica ante la Deutsche Stilisierung de Berlín – Alemania.                                                              
Integró la Comisión Coordinadora de los Entes de Enseñanza del Uruguay desde el año 1961 a 1965.               
En marzo de 1966 el Instituto de Ciencias y Letras de Montevideo, lo designó miembro de su Consejo Directivo. 
En septiembre de 1968, dirigió un equipo profesional que obtuvo el Concurso de Proyectos Nacionales del Banco de la República Oriental del Uruguay para inaugurar un Complejo Industrial de Desarrollo y Producción.
En 1970 ocupó la Dirección de la Liga de la Construcción del Uruguay. En diciembre del mismo año, se le designó miembro de la Unión Panamericana de Asociación de Ingenieros, en representación del Ministerio de Industrias del Uruguay.
En abril de 1971 se le nombra Presidente de la Unidad de Promoción Frigorífica, creada por el Poder Ejecutivo en noviembre de 1970, con la finalidad de promover y modernizar la industria frigorífica del Uruguay de cara a lograr nuevos mercados de exportación.
En 1975 se le designa miembro del Consejo Directivo de la Asociación de Ingenieros del Uruguay, la que presidió posteriormente en dos periodos consecutivos.
En 1976 es contratado por la Organización de los Estados Americanos (OEA) como consultor en Tecnología y en Formulación y Evaluación de Proyectos.
Ese mismo año fue designado Miembro de la Academia Nacional de Economía.
En 1981 se le designó miembro de la Academia Nacional de Ingeniería del Uruguay, de la que fue titular y presidente del Consejo de Capacitación Profesional y Miembro de su Consejo Consultor. 
Luego de la dictadura, contrajo una enfermedad terminal que provocó su muerte con 64 años, el 21 de febrero de 1989.
El 25 de febrero de 1989, el gobierno dispuso tributarle honores de Ministro de Estado, por los cargos que ocupó tanto en el sector público como en la actividad privada. 
El 11 de junio de 1991, mediante la ley n.º 16.186, el Senado y la Cámara de Representantes reunidos en Asamblea General designaron con el nombre "Ingeniero Luis Balparda Blengio" a la Escuela Superior de Mecánica, de la ciudad de Montevideo, dependiente de la Administración Nacional de Educación Pública (Consejo de Educación Técnico - Profesional).
En 1994 el Ministerio de Educación y Cultura del Uruguay hizo un llamado a concurso e instituyó un premio de alcance nacional. Se estableció como tema, los “Aportes de Balparda Blengio a la educación nacional”.
En los 125 años de la Sociedad de Amigos de la Educación Pública, refirió el Profesor Jerónimo Zolesi sobre Luis Balparda Blengio; "la vida del inolvidable Ing. Balparda Blengio, estuvo signada por altísimos ideales, desde el amor por su esposa, por sus hijos y por las magnas realizaciones en su vida. Y además, qué calor humano irradiaba con su forma de ser, con sus afectos y en la manera de encarar la vida. Querido Tito, tu recuerdo es inolvidable". 
Juan Carlos Urta Melián refiere en editorial del diario El País a los 6 años de su muerte: "Es muy ilustrativo evocar las palabras del mismo Ing. Balparda Blengio al ser entrevistado por los 30 años de CINTERFOR en Uruguay; ' ... pero Colombia no cedía. El Dr. Cassan al ver que la cosa se complicaba, buscó una conciliación para que la sede quedara en Colombia y la dirección fuera mía. Y encontró el rechazo. Contesté que no estaba ahí para claudicar a mis obligaciones con la representación que llevaba y para con el interés general de la institución para todos los países. Me molestó que alguien pensara que era negociable mi posición, que buscaba beneficiarme en lo personal. Estuve incluso a punto de retirarme de todas las reuniones, pero al final, no abandoné el propósito de conquistar la sede de CINTERFOR para el Uruguay. Y esto, qué era lo mejor para todos, finalmente se logró'". 
Refiere finalmente Urta Melián; "el juicio que nos merece este párrafo transcrito, lo sintetizamos en tres palabras; Honestidad, Carácter y Patriotismo".